# Escles-Saint-Pierre
Escles-Saint-Pierre är en kommun i departementet Oise i regionen Hauts-de-France i norra Frankrike. Kommunen ligger i kantonen Formerie som tillhör arrondissementet Beauvais. År 2022 hade Escles-Saint-Pierre 176 invånare.

## Befolkningsutveckling
Antalet invånare i kommunen Escles-Saint-Pierre
| Referens: INSEE |